# Pulau Tekong
Pulau Tekong, Pulau signifie « île » en malais, souvent appelée Tekong. C'est la seconde plus grande des îles singapouriennes situées au nord-est de Pulau Ujong qui est la plus grande d'entre elles. Elle se trouve également l'embouchure de la rivière Johor (en). Avec une superficie de 24,43 km² - superficie croissante en raison de travaux de remblaiement sur les côtes sud et nord-ouest de l'île, qui pourraient même la conduire à absorber certains îlots avoisinants, notamment Pulau Tekong Kechil. Elle sert aujourd'hui de terrain d'entraînement pour les Forces armées singapouriennes, et accueille le Basic Military Training Centre (en).

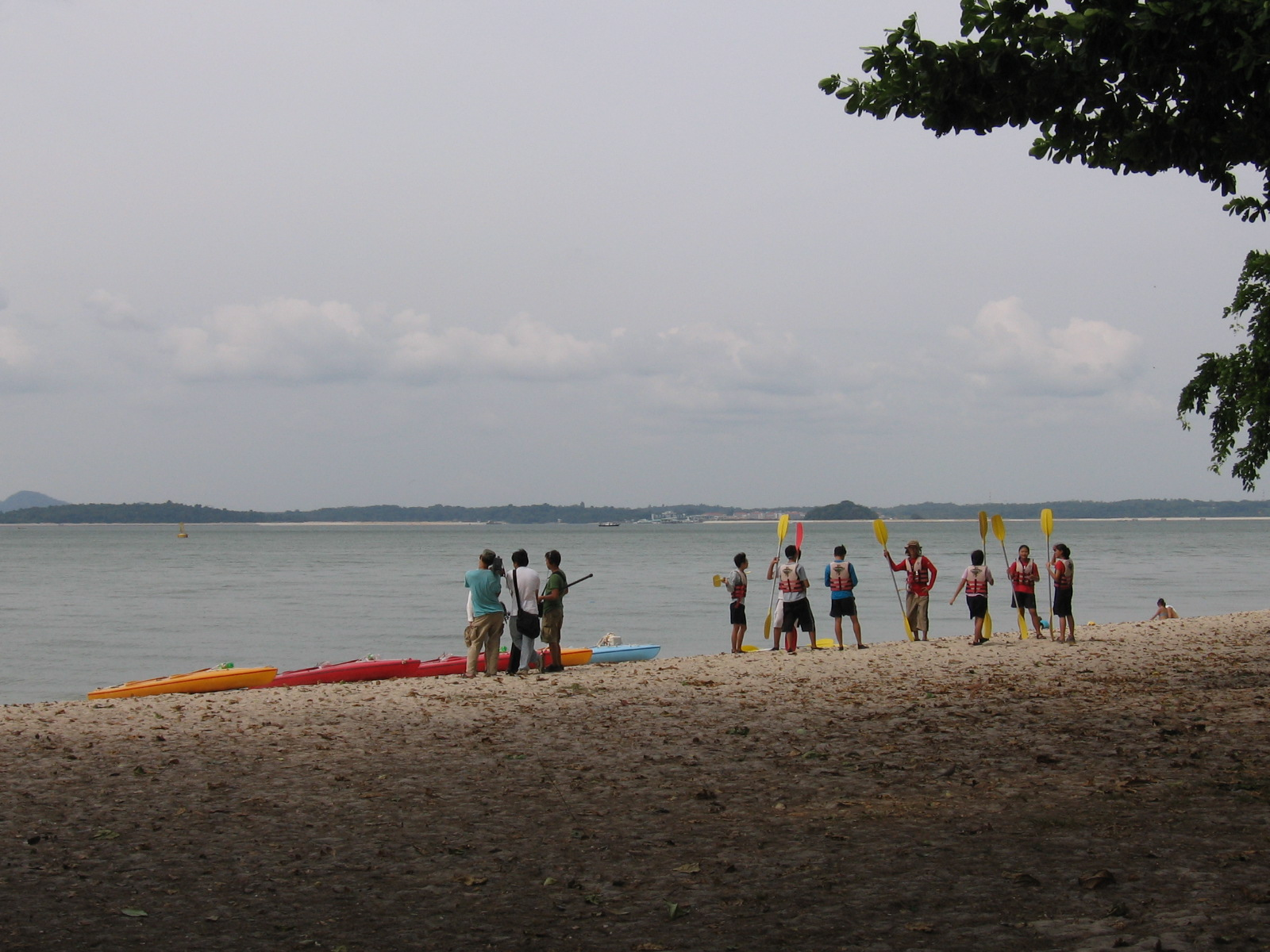
Pulau Tekong vue de la plage de Changi.